# 精巣形成不全症候群
精巣形成不全症候群または精巣異形成症候群（Testicular dysgenesis syndrome, TDS）は、男性生殖に関連する病態であり、尿道下裂、停留睾丸、精液の質の低下、精巣腫瘍などの症状や障害の存在を特徴とする。この概念は、N.E.Skakkebæk がコペンハーゲン大学の成長・生殖学部とともに発表した研究論文で初めて紹介された。この論文は、TDSの起源と根本的な原因は、環境因子や遺伝因子が男性生殖器系の発達に影響を及ぼす可能性のある胎生期の早い時期に発見できることを示唆している。DOHaD仮説（健康・疾患の発生的起源）との関連が考えられている。

## 原因
不可逆性TDSの原因は主として、胎児期の精巣発育の障害である。これには遺伝的因子、環境的因子、生活習慣因子があるが、ここ数十年でTDSに関連する疾患の発生率が急速に増加していることは、TDSが強い環境的影響下にあることを示している。TDSの胎児期発症説は、複数のTDS症状が一人の個体で併発する頻度が高いことから補強されている。インスリン様因子3（INSL3）の変異に伴うものと思われる。

### 遺伝的因子
ゲノムワイド関連解析（GWAS）により、精巣の異常発達に関与する新たな遺伝子変異が定期的に同定されている。これらの中には、特定の障害に特異的なものもあれば、精巣胚細胞癌（TGCC）、尿道下裂、停留睾丸、精液の質の低下などに跨る「危険因子ネットワーク」の一部であるものもある。これらの遺伝子の大部分は、胎児の性腺の発達に関与している。アンドロゲン受容体遺伝子の変異は、陰茎の発育、精巣の下降、精巣の発育に大いに関与している。TGCCは強い遺伝的傾向を示し、最も重要な遺伝子変異は性腺形成と生殖細胞機能に関連する遺伝子変異である。

### 環境的因子
ホルモン系を乱す物質、特に生殖系の発達過程でアンドロゲン（男性ホルモン）の働きを阻害する化学物質に男性胎児が暴露されると、特徴的なTDS障害の多くが引き起こされることがわかっている。これには、合成ホルモンや農業で使用される農薬で汚染された食物や水源に含まれる環境エストロゲンや抗アンドロゲン薬が含まれる。歴史的な例では、妊婦が妊娠中にジエチルスチルベストロール（DES）に曝された胎児にTDSの特徴が多く観察された。環境化学物質の影響については、動物モデルでよく報告されている。ある物質が発育の初期段階でセルトリ細胞やライディッヒ細胞の分化（TDS障害に共通する特徴）に影響を及ぼすと、生殖細胞の成長とテストステロンの産生が損なわれる。これらの過程は精巣の下降と生殖器の発達に不可欠であり、つまり、停留睾丸や尿道下裂のような生殖器の異常は出生時から存在し、生殖能力の問題やTGCCは成人期に明らかになる。従って、障害の重症度や数は、環境暴露の時期に左右される可能性がある。環境因子は直接作用することもあれば、エピジェネティックな機構を介して作用することもあり、環境因子によって増強された遺伝的感受性がTDSの主な原因であると考えられる。

### 生活習慣因子
母親の喫煙とTDSとの関連は薄いが、母親のアルコール摂取と息子の停留睾丸の発生率との間には強い相関がある。しかし喫煙は胎児の成長に影響を及ぼし、低出生体重児はTDSに含まれる全ての障害の可能性を高めることが示されている。妊娠糖尿病の原因となる母親の肥満も、精巣の発育障害と息子のTDS症状の危険因子であることが示されている。

## 病因

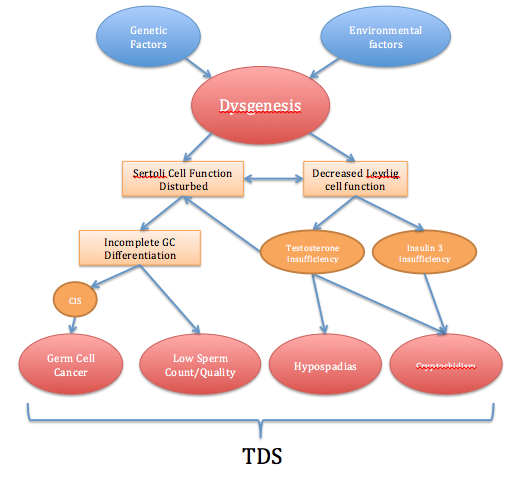
TDSに至る病因を示す模式図。CIS = 非浸潤癌；GC = 生殖細胞

TDSについては、様々な主因を持つ精巣形成不全が、セルトリ細胞および／またはライディッヒ細胞の機能異常につながると言われている。これは、生殖細胞の発達障害と、男性性分化中のホルモン変化の両方を引き起こす。例えば、テストステロンの不充分な産生は不完全な男性化を齎し、インスリン様因子3の発現低下は不完全な精巣下降を齎す。このような異常の下流障害には、TDSを構成する生殖器奇形（例えば、尿道下裂や停留睾丸）および遅発性生殖障害（例えば、精巣腫瘍や精液の質の低下）が含まれる。

## 診断

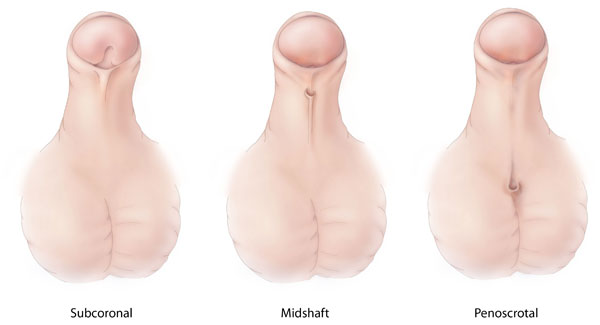
尿道下裂

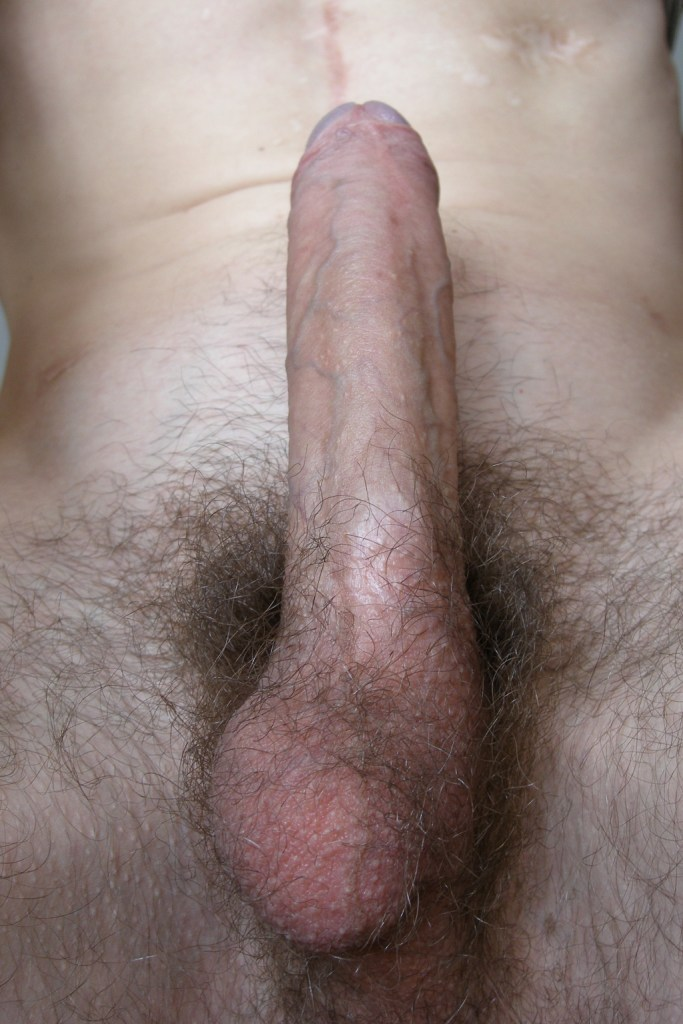
停留睾丸 - 片方の睾丸が欠損している

### 尿道下裂
尿道下裂症は、一般的に陰茎の遠位端にみられる尿道の末端開口部の位置異常として現れる。一般に、特徴的な形状の視覚的確認から出生時に診断される。尿道の位置異常と同様に、包皮も不完全であることが一般的である。包皮が陰茎の背側に異常に寄って「フード状」を呈する状態は、しばしばこの病態に注目されるものであるが、尿道下裂症とは別に生じることもある。

### 停留睾丸
停留精巣症では、新生児の精巣の片方または両方が陰嚢の下の方にない場合に、身体検査によって診断される。停留睾丸の70%は精巣を感じることができるものの、陰嚢内に引っ張ることができないか、正常位置に引っ張ってもすぐに引っ込んでしまう。30％の症例では精巣を感じることができず、腹腔内にあることを示している。停留睾丸の危険因子は以下の通りである：
- 家族歴
- 低出生体重児
- 未熟児

### 低精液品質

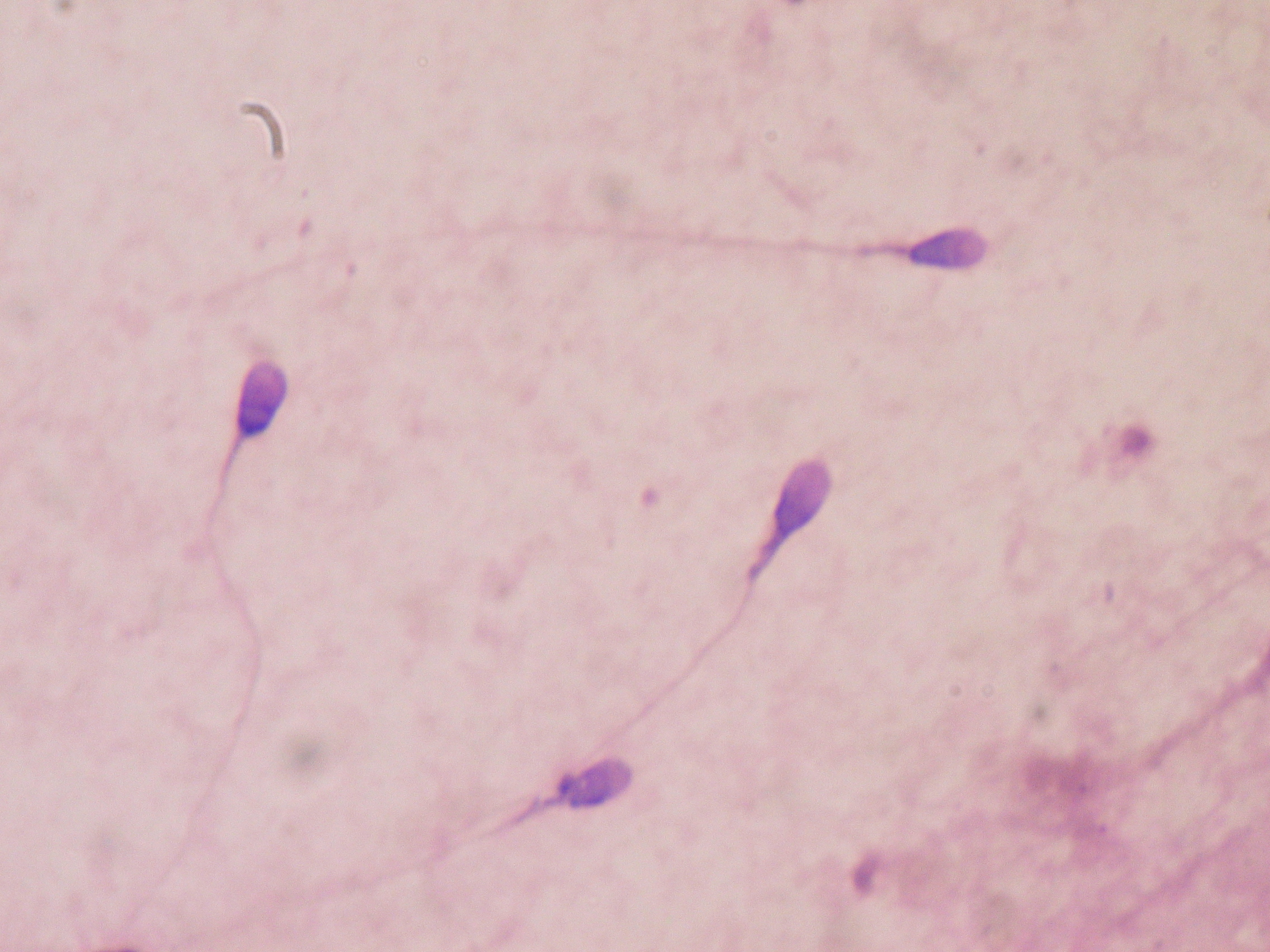
精液検査にて染色されたヒト精子

精液の質の悪さは、男性が作り出す精子の数だけでなく、その精子が卵子と受精する際にどれだけ効果的であるかによっても測られる。精子の運動性と形状は、この役割にとって重要である。精液の質が悪い男性は、1年以上妊娠を試みても成功しない不妊症であることが多い。診断は精液検査により可能で、男性の精液サンプルを採取し、個々の精子の数と質を検査して判断される。

### 精巣腫瘍
精巣腫瘍の最も一般的な症状は、片方の精巣に感じられる硬くて痛みのない硬結である。この硬結は、定期検査中に臨床医が気付くか、患者自身が気付くかの何れかである。精巣腫瘍の危険因子は以下の通りである：
- 停留睾丸
- 家族歴
- 精巣腫瘍の既往

診断は様々な方法で確認される。超音波検査で90-95％の精度で診断できる。また、血液を採取して腫瘍マーカーの上昇を調べ、治療に対する患者の反応を分析することもできる。精巣腫瘍の80%は20-34歳の患者である。